# Hermès

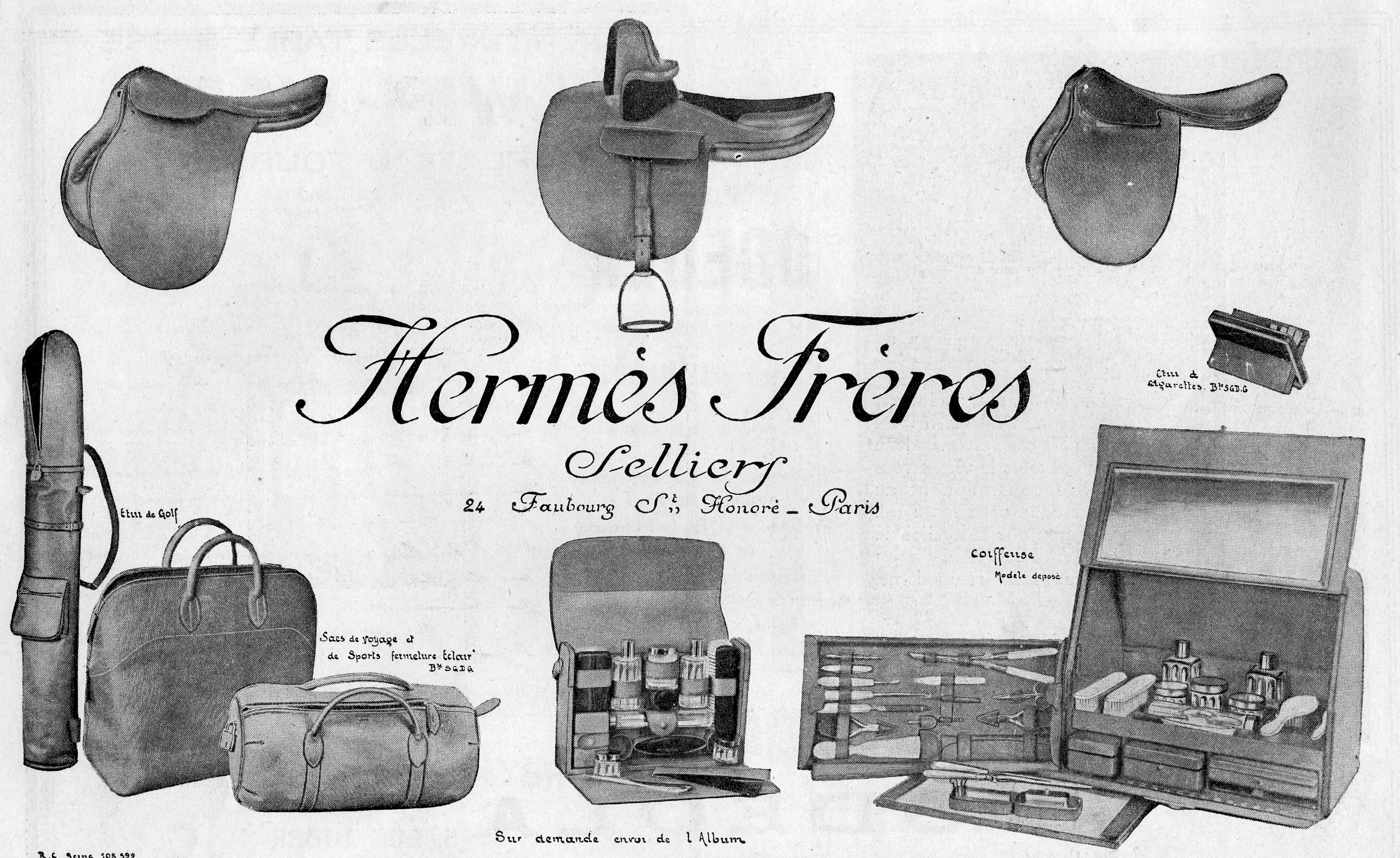
Hermès advertentie uit 1923

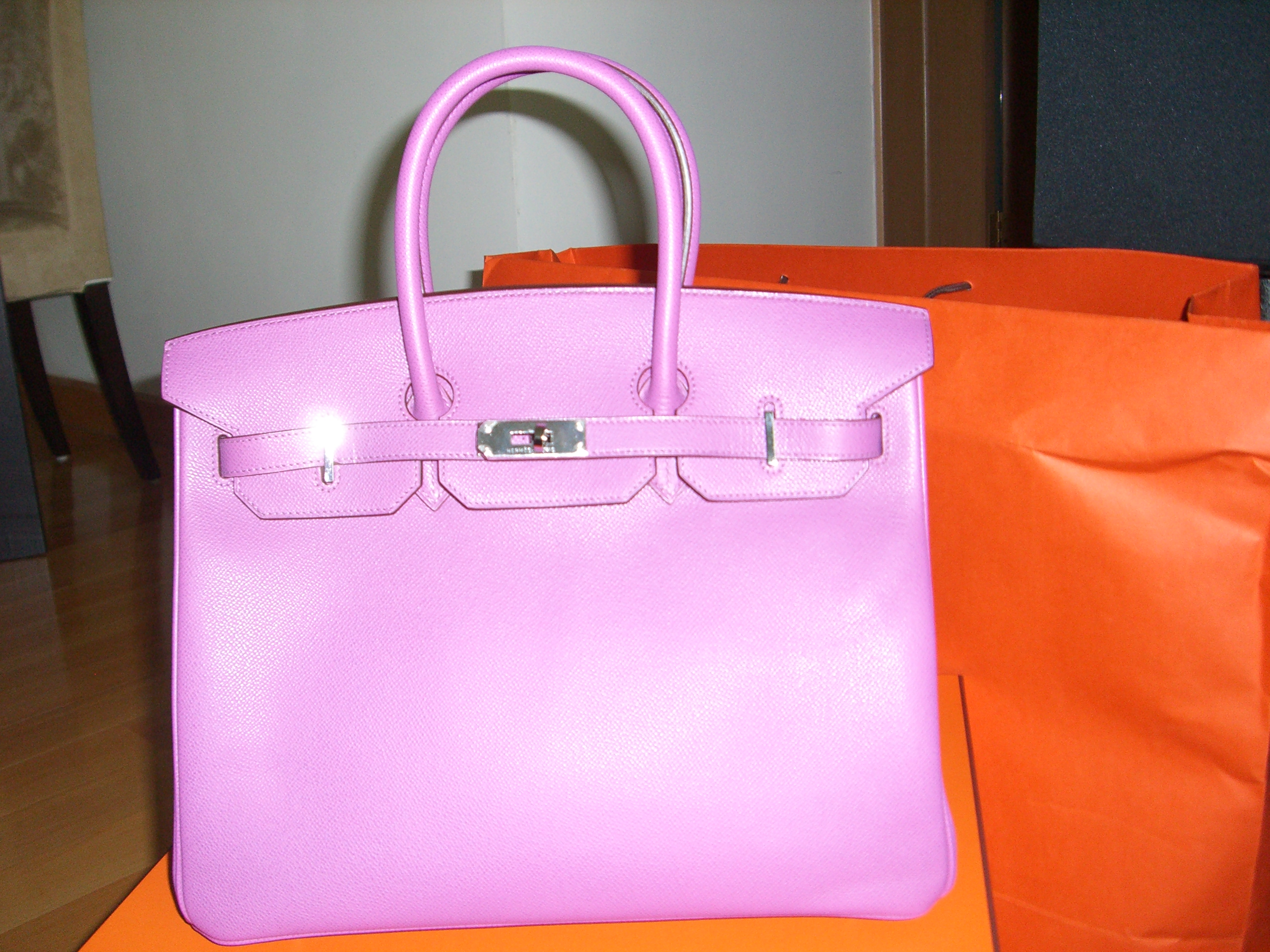
Tas van Hermès Birkin

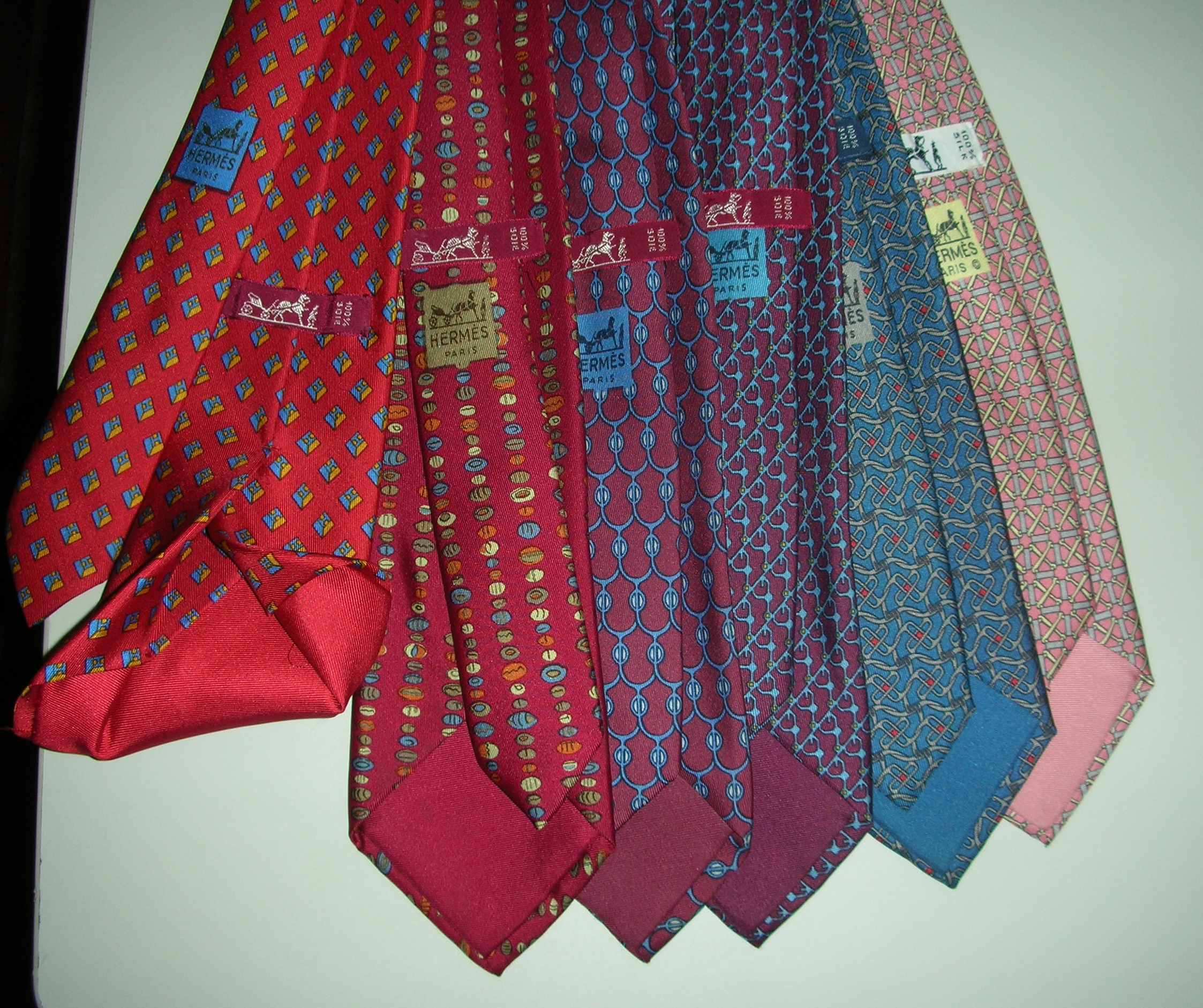
Dassen van Hermès

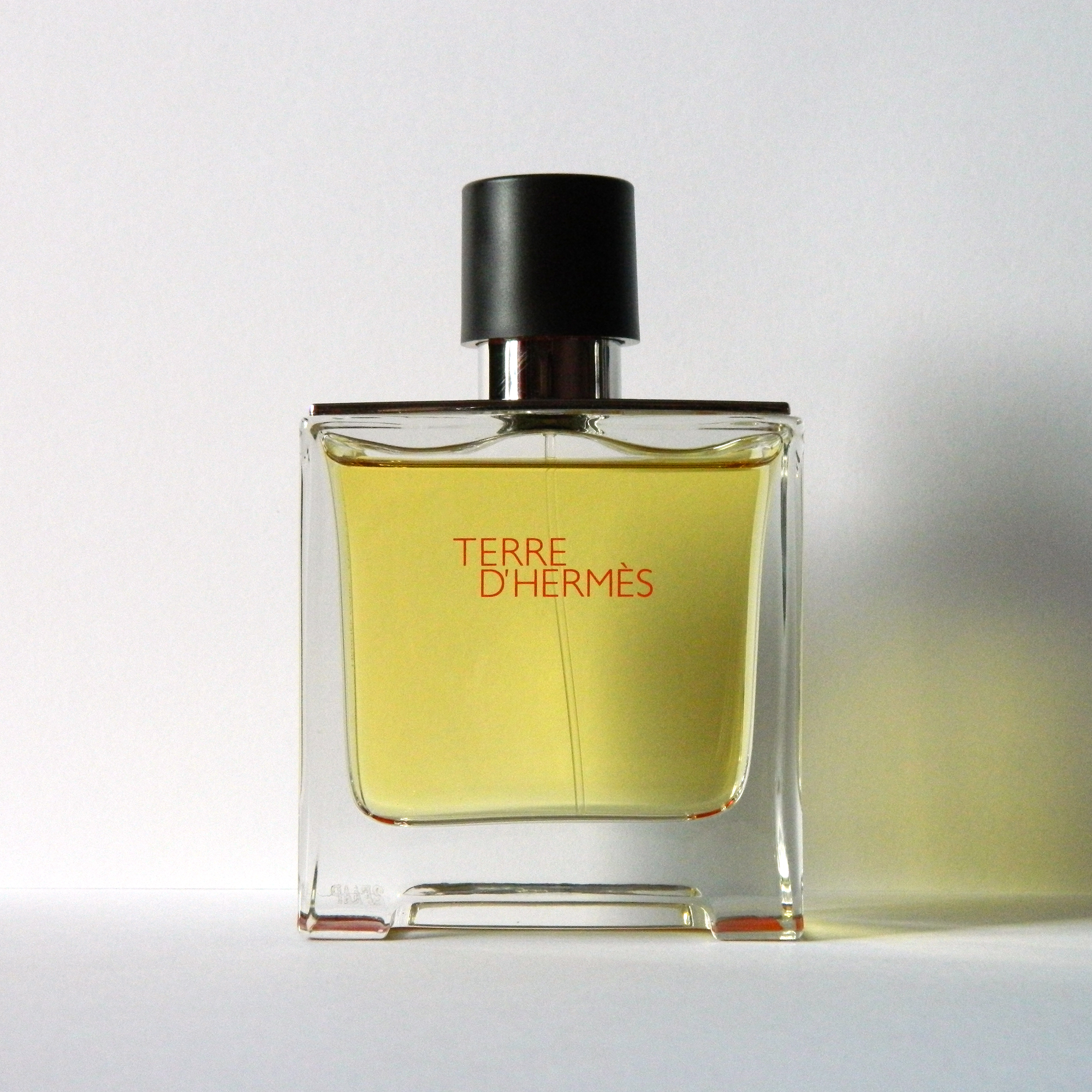
Parfum, Terre d’Hermès

Hermès is een Frans modehuis vooral bekend van de zijden sjaaltjes en de Kelly- en Birkin-bags.

## Geschiedenis
Hermès is van origine geen modelabel, maar werd in 1837 opgericht in Parijs als leverancier van zadels en dergelijke artikelen aan de aanzienlijkste Europese families. Doordat de adel aan het eind van de 19e eeuw een nieuwe hobby had, reizen, en niet langer te paard ging, zocht men naar een ander product. Émile-Maurice Hermès, de opvolger van de stichter, Thierry Hermès, introduceerde heel wat nieuwe producten, waaronder een lijn hutkoffers, tassen, zoals de haut à courroies, en andere benodigdheden voor op reis, nog steeds alles gemaakt van zadelleer. In 1920 begon hij ook met een aanbod van horloges, juwelen en huisdecoratie.
Het was ook Émile-Maurice die de winkel op de Rue Faubourg St. Honoré in Parijs opende, waar de flagshipstore nog steeds gevestigd is. Ondertussen werden al heel wat nieuwe producten toegevoegd: stropdassen, geuren en het bekende sjaaltje, de carré.
Van 1997 tot 2003 was de Belgische modeontwerper Martin Margiela de creative director van het modehuis waarna hij werd opgevolgd door Jean Paul Gaultier. De collectie herfst en winter 2011 was de eerste collectie door Christophe Lemaire, die Gaultier in 2011 verving. De laatste collectie die Gaultier ontwierp voor Hermès was de collectie van de lente en zomer in 2011.
In oktober 2010 maakte het Franse LVMH bekend een aandelenbelang van 14% in Hermès bekend. Zo’n 70% van de aandelen Hermès waren nog vast in handen van de families Puech, Dumas en Geurrands die allemaal gerelateerd zijn aan de Hermes familie. Hermès reageerde zeer negatief en er ontstond een jarenlange juridische strijd tussen de twee Franse bedrijven. In januari 2011 besloot de Franse beurstoezichthouder Autorité des Marchés Financiers (AMF) dat LVMH geen openbaar bod op de aandelen Hermes mocht uitbrengen, maar in december was het belang gestegen naar 22,6%. Medio 2013 kreeg LVMH een boete van US$ 10,4 miljoen van de AMF. In september 2014 verloor LVMH een rechtszaak in deze kwestie en werd veroordeeld tot het afstoten van de aandelen Hermès. In december 2014 gaf LVMH de aandelen Hermès aan de aandeelhouders van LVMH, het aandelenpakket had destijds een waarde van US$ 7,5 miljard. Hiermee kwam de zaak tot een einde.

## Activiteiten
Hermès is gespecialiseerd in het ontwerpen, vervaardigen en op de markt brengen van luxeproducten. In 2024 behaalde het een omzet van ruim vijftien miljard euro. Hiervan was twee vijfde afkomstig uit de verkoop van lederwaren als tassen, agenda's en schrijfvoorwerpen. Verder was een derde van de omzet afkomstig van de verkoop van kleding, schoenen en accessoires. De resterende omzet werd behaald met zijde en textielproducten, parfums, uurwerken en sieraden, lifestyleproducten en servies.
Eind 2024 had de groep een netwerk van 293 winkels, waarvan twee derde in eigendom. De belangrijkste afzetmarkten waren Frankrijk (10% van de totale omzet), overig Europa (14%), Japan (9%), overig Azië (44%) en Noord- en Zuid-Amerika (19%). Hermès maakt ruim de helft van de producten zelf, met het zwaartepunt van de productie in Frankrijk.
De aandelen staan genoteerd aan beurs van Euronext Paris en het maakt onderdeel uit van de CAC 40 aandelenindex. De familie Hermès heeft nog altijd een groot meerderheidsbelang in handen.

### Tassen
Hermès is het meest bekend om de tassen. De Kelly-bag is misschien wel de eerste officiële it bag. In 1956 verscheen ex-filmster en prinses van Monaco Grace Kelly op de cover van het tijdschrift Life met een Hermès-tas van krokodillenleer voor haar buik, om haar zwangerschap te verhullen. Hiermee ontstond een klassieker. Maar de it-status van de Kelly werd overtroffen door die van de Birkin, die wat minder damesachtig is. Volgens één legende zat de Engelse actrice Jane Birkin tijdens een vliegreisje in 1984 naast de directeur van Hermès te rommelen in een canvas tas. Hij stelde voor een soortgelijke tas voor haar te maken, maar dan in luxueus Hermès-leer. Sindsdien is de Birkin de nummer één op het verlanglijstje van veel tassenliefhebbers. Naast de Birkin en de Kelly is ook de Constance die in 1967 ontworpen is, nog altijd populair.

### Sjaaltjes
De carré, het vierkante zijden sjaaltje van 90 bij 90 cm, met drukke print werd geïntroduceerd in 1937. In de jaren vijftig zorgden dames als Elizabeth Taylor en Jackie Kennedy ervoor dat de carré een stijlklassieker werd. Tweemaal per jaar komt er een collectie uit van twaalf ontwerpen. De prints verschillen van historische voorstellingen tot auto's, kettingen en sleutels, sommige worden opnieuw uitgebracht.

### Dassen
De zijden dassen van Hermès werden gelanceerd in 1949. Oorspronkelijk waren de dassen effen gevolgd door dassen met tekeningen op de voorgrond. De eerste collectie van deze laatste verscheen in 1987 ter gelegenheid van de 150e verjaardag van het bedrijf en had vuurwerk als thema. Sindsdien verschijnt er jaarlijks een nieuw thema. Jaarlijks brengt Hermès twee collecties uit van telkens ongeveer 500 dassen. De jaarproductie bedraagt ongeveer 100.000 stuks. Deze worden allemaal in Lyon gemaakt en verpakt in een oranje doos.

### Parfum
Zowel voor vrouwen als voor mannen zijn er diverse parfums in het assortiment.

## Bekende medewerker
De eerste Amerikaanse medewerker van Hermès was Michelle Smith, de latere oprichter van het merk Milly en ontwerper van de jurk die First Lady Michelle Obama zou dragen op haar officiële portret in de National Portrait Gallery.